# Liste de clubs de jazz parisiens
 (décembre 2018).
Si vous disposez d'ouvrages ou d'articles de référence ou si vous connaissez des sites web de qualité traitant du thème abordé ici, merci de compléter l'article en donnant les références utiles à sa vérifiabilité et en les liant à la section « Notes et références ».
Cet article contient une liste des clubs de jazz de la ville de Paris.

## Liste de clubs de jazz parisiens
| Club                          | Adresse                         | Arrondissement     | Notes                                                                                |
| ----------------------------- | ------------------------------- | ------------------ | ------------------------------------------------------------------------------------ |
| À l'Entrepôt                  | 7, rue Francis-de-Pressensé     | 14e arrondissement |                                                                                      |
| Autour de Midi & Minuit       | 11, rue Lepic                   | 18e arrondissement |                                                                                      |
| Bar Joséphine                 | 45, boulevard Raspail           | 6e arrondissement  | nom actuel du bar de l'hôtel Lutetia                                                 |
| Caméléon (club)               | 57, rue Saint-André-des-Arts    | 6e arrondissement  |                                                                                      |
| Chez Papa                     | 3, rue Saint-Benoît             | 6e arrondissement  |                                                                                      |
| L'Arbuci Jazz Club            | 5, rue de Buci                  | 6e arrondissement  |                                                                                      |
| L'Improviste (péniche)        | 36, quai d'Austerlitz           | 13e arrondissement |                                                                                      |
| La Cave du 38 Riv'            | 38, rue de Rivoli               | 4e arrondissement  |                                                                                      |
| La Gare                       | 1, avenue Corentin-Cariou       | 19e arrondissement | dans les locaux de l'ancienne gare du pont de Flandre de la ligne de Petite Ceinture |
| Le Bab Ilo                    | 9, rue du Baigneur              | 18e arrondissement | également bar à bière                                                                |
| Le Baiser salé                | 56, rue des Lombards            | 1er arrondissement |                                                                                      |
| Le Bal Blomet                 | 33, rue Blomet,                 | 15e arrondissement | anciennement nommé Bal Nègre puis le Saint Louis Blues                               |
| Le Café Laurent               | 33, rue Dauphine                | 6e arrondissement  | café concert jazz, successeur du Le Tabou à la même adresse                          |
| Le Café Universel             | 267, rue Saint-Jacques          | 5e arrondissement  |                                                                                      |
| Le Caveau de la Huchette      | 5, rue de la Huchette           | 5e arrondissement  |                                                                                      |
| Le Caveau des Légendes        | 22, rue Jacob                   | 6e arrondissement  |                                                                                      |
| Le Caveau des Oubliettes      | 52, rue Galande                 | 5e arrondissement  |                                                                                      |
| Le Duc des Lombards           | 42, rue des Lombards            | 1er arrondissement |                                                                                      |
| Le Jazz Cartoon               | 138, rue Montmartre             | 2e arrondissement  | cabaret et bar à jazz                                                                |
| Le Jazz Club Étoile           | 81, boulevard Gouvion-Saint-Cyr | 17e arrondissement | ancien Jazz Club Lionel Hampton                                                      |
| Le Paris-Prague Jazz Club     | 18, rue Bonaparte               | 6e arrondissement  |                                                                                      |
| Le Petit Journal Saint Michel | 71, boulevard Saint-Michel      | 5e arrondissement  |                                                                                      |
| Le Sunset-Sunside             | 60, rue des Lombards            | 1er arrondissement | ou Sunset Jazz Club                                                                  |
| Le Swan Bar                   | 165, boulevard du Montparnasse  | 6e arrondissement  |                                                                                      |
| Le Tennessee Jazz Club        | 12, rue André-Mazet             | 6e arrondissement  |                                                                                      |
| Les Trois Arts                | rue des Rigoles                 | 20e arrondissement | jam jazz dimanche soir                                                               |
| New Morning                   | 7/9, rue des Petites-Écuries    | 10e arrondissement |                                                                                      |

## Liste des clubs ne programmant plus de jazz
| Club               | Adresse             | Arrondissement     | Notes                                                                        |
| ------------------ | ------------------- | ------------------ | ---------------------------------------------------------------------------- |
| Aux Trois Mailletz | 56, rue Galande     | 5e arrondissement  | le jazz n'est actuellement plus programmé                                    |
| Hellzapoppin       | 14, rue Saint-Denis | 1er arrondissement | devient le Limelight Boys International en 1983 et ne programme plus de Jazz |
| L'Arganier         | Rue Édouard-Jacques | 14e arrondissement | ne programme plus de jazz depuis 1997[réf. nécessaire]                       |
| La Belière         | 74, rue Daguerre    | 14e arrondissement | ne programme plus de jazz                                                    |

## Liste des clubs disparus
| Club                          | Adresse                                  | Arrondissement     | Notes                                                                |
| ----------------------------- | ---------------------------------------- | ------------------ | -------------------------------------------------------------------- |
| Au Franc Pinot                | quai de Bourbon                          | 4e arrondissement  | fermé 2000[réf. nécessaire]                                          |
| Bar-Jazz-Club Hôtel Hilton    | avenue de Suffren                        | 15e arrondissement | fermé 1980[réf. nécessaire]                                          |
| Jazz' O' Brasil               | rue Mouffetard                           | 5e arrondissement  | fermé 1980[réf. nécessaire]                                          |
| L'Alliance Latitudes-All Jazz | rue Saint-Benoît                         | 6e arrondissement  | fermé 2000[réf. nécessaire]                                          |
| L'Atelier Charonne            | 21, rue de Charonne                      | 11e arrondissement | fermé 2016[réf. nécessaire] (jazz manouche)                          |
| L'Hippocampus                 | boulevard Raspail                        | 6e arrondissement  | fermé 1990[réf. nécessaire]                                          |
| La Cigale Jazz Club           | boulevard Rochechouart                   | 18e arrondissement | fermée                                                               |
| La Fontaine                   | rue Juliette-Dodu                        | 10e arrondissement | fermée                                                               |
| La Vie Parisienne             | rue du Colisée                           | 8e arrondissement  | fermée 1980[réf. nécessaire]                                         |
| La Villa                      | rue Jacob                                | 6e arrondissement  | fermée 1990[réf. nécessaire]                                         |
| Le Bidule                     | rue de la Huchette                       | 5e arrondissement  | fermé 1960[réf. nécessaire]                                          |
| Le Bilboquet                  | rue Saint-Benoît                         | 6e arrondissement  | fermé                                                                |
| Le Blue Note                  | rue d’Artois                             | 18e arrondissement | fermé                                                                |
| Le Caveau de la Montagne      | rue Descartes                            | 5e arrondissement  | fermé                                                                |
| Le Caveau des Lorientais      | rue des Carmes                           | 5e arrondissement  | fermé                                                                |
| Le Chat qui pêche             | rue de la Huchette                       | 5e arrondissement  | fermé 1973[réf. nécessaire]                                          |
| Le Club Saint-Germain         | rue Saint-Benoît                         | 6e arrondissement  | fermé 1967[réf. nécessaire]                                          |
| Le Club Zed                   | rue des Anglais                          | 5e arrondissement  | fermé 2010[réf. nécessaire]                                          |
| Le Discophage                 | rue des Écoles                           | 5e arrondissement  | fermé 1980[réf. nécessaire]                                          |
| Le Dreher                     | rue Saint-Denis                          | 1er arrondissement | fermé 1990[réf. nécessaire]                                          |
| Le Flamingo                   | rue Saint-Jacques                        | 5e arrondissement  | fermé 1990[réf. nécessaire]                                          |
| Le Furstenberg                | rue de Buci                              | 6e arrondissement  | fermé 1980[réf. nécessaire]                                          |
| Le Gaslight                   | rue du Colisée                           | 8e arrondissement  | fermé 1970[réf. nécessaire]                                          |
| Le Gill's Club                | rue Sainte-Croix-de-la-Bretonnerie       | 4e arrondissement  | fermé 1970[réf. nécessaire]                                          |
| Le Hot Brass                  | parc de la Vilette                       | 19e arrondissement | fermé 2000[réf. nécessaire]                                          |
| Le Houdon                     | rue des Abbesses                         | 18e arrondissement | fermé 1990[réf. nécessaire]                                          |
| Le Jazz In                    | rue de Beaujolais                        | 2e arrondissement  | fermé 1990[réf. nécessaire]                                          |
| Le Jazz Pot                   | rue Robert-Estienne                      | 8e arrondissement  | fermé 1990[réf. nécessaire]                                          |
| Le Jazzland                   | rue Saint-Séverin                        | 6e arrondissement  | fermé 2000[réf. nécessaire]                                          |
| Le Living Room                | rue du Colisée                           | 8e arrondissement  | fermé[réf. nécessaire]                                               |
| Le Montana                    | rue Saint-Benoît                         | 6e arrondissement  | fermé 1990[réf. nécessaire]                                          |
| Le Montgolfier                | rue Louis-Armand                         | 15e arrondissement | fermé[réf. nécessaire]                                               |
| Le Petit Journal Montparnasse | 13, rue du Commandant-René-Mouchotte     | 14e arrondissement | fermé 2016[réf. nécessaire]                                          |
| Le Petit Opportun             | 15, rue des Lavandières-Sainte-Opportune | 1er arrondissement | fermé 2004[réf. nécessaire]                                          |
| Le Ringside                   | rue d'Artois                             | 8e arrondissement  | fermé 1958[réf. nécessaire]                                          |
| Le Riverboat                  | rue Saint-André-des-Arts                 | 6e arrondissement  | fermé 1972[réf. nécessaire]                                          |
| Le Riverbop                   | rue Saint-André-des-Arts                 | 6e arrondissement  | fermé 1982[réf. nécessaire]                                          |
| Le Slow Club                  | rue de Rivoli                            | 1er arrondissement | fermé 2004[réf. nécessaire]                                          |
| Le Studio des Islettes        | rue des Islettes                         | 18e arrondissement | fermé 2000[réf. nécessaire]                                          |
| Le Tabou                      | 33, rue Dauphine                         | 6e arrondissement  | fermé 1962[réf. nécessaire]                                          |
| Le Totem                      |                                          |                    | fermé 1979[réf. nécessaire]                                          |
| Le Village                    | rue Gozlin                               | 6e arrondissement  | fermé[réf. nécessaire]                                               |
| Le Vieux Colombier            | rue du Vieux-Colombier                   | 6e arrondissement  | très célèbre à partir des années 1950, il a fermé ses portes en 1960 |
| Les 7 Lézards                 | rue des Rosiers                          | 4e arrondissement  | fermé 2007                                                           |
| Les Deux Ponts                | rue des Deux-Ponts                       | 4e arrondissement  | fermé[réf. nécessaire]                                               |
| Magnetic Terrasse             | rue de la Cossonnerie                    | 1er arrondissement | fermé[réf. nécessaire]                                               |
| Mars Club                     | 6, rue Robert-Estienne                   | 8e arrondissement  | fermé[réf. nécessaire]                                               |
| Stage B                       | 124, boulevard du Montparnasse           | 14e arrondissement | fermé[réf. nécessaire]                                               |

### Bars Jazz disparus
La Paillotte : rue monsieur le prince, paris 6.
Plus grande discothèque de disques vyniles jazz de Paris. Jacques Charmeteau, producteur de Jazz, à la platine et au bar, jusqu’à pas d’heure (entre 2h et 4h).
Exemple: https://un-autre-mon-de.com/2022/10/10/turk-mauro-mes-annees-jazz/